# Theodore Besterman
Theodore (Deodatus Nathaniel) Besterman, né le 22 novembre 1904 à Łódź et mort le 10 novembre 1976 à Banbury (Oxfordshire), est un bibliographe britannique de naissance polonaise.
L’un des plus grands bibliographes systématiques du XXe siècle, Besterman s’est tout particulièrement intéressé à l’œuvre de Voltaire, à sa prolifique correspondance, ainsi qu’à la place de celles-ci au sein du XVIIIe siècle.
Il a lancé la collection Studies on Voltaire and the eighteenth century (SVEC) en 1955 et il est l’auteur du A World bibliographies. A bibliography of bibliographies, celui-ci recense toutes les bibliographies parues de l’origine de l’imprimerie à 1966 : tous domaines, ouvrages en toutes langues, mentions des tirages, collations.